# FC Suðuroy
El FC Suðuroy és un club de futbol de la localitat de Vágur, a les illes Fèroe. Va ser fundat el gener del 2010 producte de la fusió de diferents clubs. Juga els partits com a local a l'estadi Eidhinum de Vágur. El logotip del club va ser dissenyat pel fotògraf Rógvi Nolsøe Johansen el 2010, quan va guanyar el concurs per a dissenyar un logotip per al club.

## Història

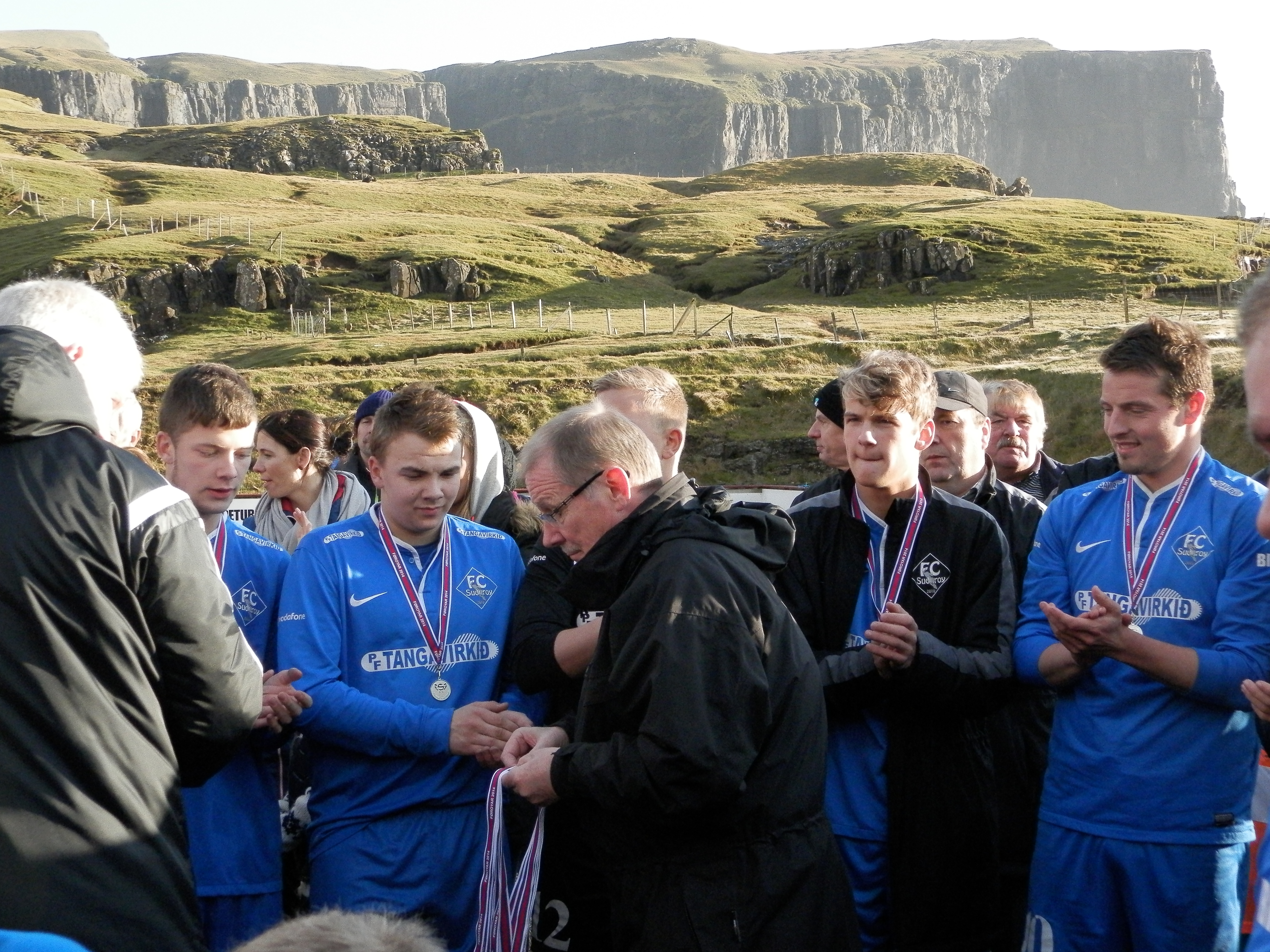
L'equip masculí el 2014 rebent les medalles després del darrer partit de la temporada. Havien pujat de categoria.

El VB/Sumba, equip d'on sortia el Suðuroy, va jugar a la 1. deild (segona divisió feroesa) el 2009 i va avabar-ne campió. Per tant, el FC Suðuroy va jugar la seva primera temporada a la primera divisió de les Illes Fèroe, anomenada Vodafonedeildin del 2009 al 2011.
El FC Suðuroy va jugar el seu primer partit de lliga l'1 d'abril de 2010 contra els campions HB Tórshavn. El resultat va ser de 4 a 4. Tanmateix aquella temporada van perdre la categoria i el 2011 van jugar a la 1. deild. Aquell 2011 van quedar campions de la segona divisió amb 70 punts i van pujar a la 1a divisió altre cop juntament amb el TB Tvøroyri, que és un club de la mateixa illa.
Al final de la temporada 2016, es va decidir que els tres clubs de l'illa Suðuroy, que són el TB Tvøroyri, el FC Suðuroy i el Royn Hvalba, es fusionessin en un nou club. La temporada 2017 el club va jugar amb el nom TB/FC Suðuroy/Royn. Aquests tres clubs van seguir jugant per separat en les seccions infantil i femenina. En feroès, el nou equip es coneix amb el nom de Suðuroyarliðið (l'equip de Suðuroy). El primer entrenador de l'equip unificat de Suðuroy va ser el suec Glen Ståhl. Tanmateix els seus mals resultats va fer que el 2018 es dissolés.
La temporada 2019 ha jugat a la 2. deild, la tercera divisió feroesa.

## Palmarès de l'equip masculí
- 1. deild (segona divisió feroesa)
  - Campió (2011)